# Dr Kill et Mr Chance, le 1er RealityToon
Pour plus de détails, voir Fiche technique et Distribution.
Dr Kill et Mr Chance, le 1er RealityToon est un court métrage d'animation burlesque. Les comédiens évoluent à l'intérieur de décors de dessins animés. Le genre RealityToon mélange l'esprit slapstick à l'univers du cartoon. On peut retrouver dans ce film les influences de Tex Avery et Buster Keaton. Un making-of  pédagogique a été réalisé autour du film.

## Synopsis
Dr Kill, tueur à gages ultra-professionnel, tente par tous les moyens d'éliminer Mr Chance, l'homme le plus chanceux du monde. Mais ses pièges se retournent invariablement contre lui. Ses différentes tentatives sont autant de prétextes à une succession de gags burlesques, alliant comique de répétition et de situation.

## Fiche technique

### Équipe technique
- Conception :  Jean-Yves Chalangeas
- Musique originale : Christophe La Pinta
- Chef-Opérateur : Patrice Long
- Électricité : Stéphane Cuisine - Alain Godet - Guillaume Morandeau
- Production Designer : Hélio Macieira
- Direction artistique : Will Argunas
- Décors : Didier Fouillet - Jean Richer (A.I.S)
- Maquettes : Jean-François Ladeve - Stéphanie Legros - Christelle Fischer
- Peinture : Jaime Jimenez - Olivia Meyer - Julie Poulain - Nathalie Rossignol - Ludmilla Rossignol
- Costumes : Martine Houseaux
- Scénario : Will Argunas -  Jean-Yves Chalangeas  – Fabrice Mathieu
- 1er Assistant : Vincent Valade
- 2e assistant : Nizam Aumeer
- Scripte :Philippe Quinconneau
- Régie : Emmanuel Mauvignier
- Montage : Fabrice Mathieu
- Effets spéciaux plateau : Jérome Desbiolles - Franck Violette
- Machinerie : Jérome Menuez - Anthony Toxe - Eddy Wojtakowski
- Infographie 2d : Benoît Abalgli - Harry Bardak - Jessica Guglielmi- Stiff Pilon
- Infographie 3d : Eddy Moussa - Mathieu Brusamonti
- Maquillage : Amélie Héroux
- Coiffure : Cédric Herbaut
- Design sonore : Sébastien Decaux
- Mixage son : Raphael Fruchard
- Catering : Axelle Lefebvre Roque - Jean-Christophe Fruchart
- Making-of : Véronique Billaux-Leclerc
- Directeur de production : Lionel Toris
- Production associée : Jean-Pierre Dudek (VideoCorp)
- Production déléguée : Jean-Yves Chalangeas (E.Motion Productions)
- Réalisation : Jean-Yves Chalangeas & Fabrice Mathieu

### Informations techniques
- Année de production :  2005
- Pays de production : France
- Genre : animation, comédie
- Durée : 7 minutes 23 secondes
- Ratio : 1,85:1
- Son : Stéréo

## Distribution
- Dr Kill : Jean-Yves Chalangeas
- Mr Chance : Jean Ménigault[3]
- Supraman : Renaud Brahimi
- Le marin : Fabrice Mathieu
- Et la voix de : David Seys

## Distinctions
- Prix du meilleur film d'animation au festival international du film de Vebron[4]. (France)
- Prix spécial du jury à l'Alter-Nativ International Short Film Festival de Târgu Mureș[5]. (Roumanie)

## Diffusions
Dr Kill et Mr Chance, le 1er RealityToon a été diffusé sur  BeTV (Belgique), Hollywood TV (Portugal), Canal+ 1 (Espagne) ainsi que sur de nombreuses chaînes internationales et a été largement visionné sur Internet dont plus de 1 500 000 fois sur Dailymotion.

## Divers
Ce film a reçu le soutien de la Fondation Beaumarchais.
Ce film a obtenu la 1re place du concours « Les Courts-métrages, le retour »